# Masujiro Nishida
Masujiro Nishida (西田 満寿次郎 Nishida Masujiro?) fue un futbolista japonés que se desempeñaba como guardameta y entrenador.
Dirigió a selección de fútbol de Japón en Juegos del Lejano Oriente de 1923.

## Clubes

### Como futbolista
| Club     | País  | Año  |
| -------- | ----- | ---- |
| Osaka SC | Japón | ???? |

### Como entrenador
| Club                         | País  | Año  |
| ---------------------------- | ----- | ---- |
| Selección de fútbol de Japón | Japón | 1923 |